# Батт (царь Мальты)
Батт (лат. Battus, др.-греч. Βάττος) ― легендарный царь Мальты, который предоставил убежище Анне Перенне, сестре Дидоны, основательнице Карфагена согласно поэме «Энеида» Вергилия. Батт кратко упоминается в поэме Овидия «Фасты», где предстаёт в качестве защитника Анны Перенны. 

## У Овидия
После трагической смерти Дидоны Анна находит убежище от своего брата Пигмалиона на Мальте (остров Мелита) у Батта, царя острова и гостеприимного хозяина. «Остров богатый» располагается неподалеку от Косиры. Приняв Анну, Батт сказал ей: «Эта земля, как ни мала, вся твоя»  Батт продолжил бы предоставлять убежище Анне и её спутникам долгое время, но на третий год её изгнания брат Анны отправился в погоню. Царь ненавидел войну, поскольку остров был мирным убежищем, и попросил Анну бежать дальше. Батт предоставил ей корабль. 
Изгнана Анна; она покидает сестрины стены,

Плача, но раньше сестре должный почёт воздаёт.

Льёт благовонья она со слезами на прах её нежный

И состригает свои с маковки волосы ей.

Трижды «прости» говорит и трижды к устам прижимает

Пепел, и кажется ей: в нём она видит сестру.

Спутников бегства найдя и корабль, она в море уходит,

Видя с кормы за собой милые стены сестры.

Недалеко от пустой Косиры есть остров богатый

Мелита, воды его моря Ливийского бьют.

Анна стремится туда, надеясь на гостеприимство

Давнее Батта царя и на богатства его.

Он же, узнав о судьбе, сестёр обеих постигшей,

«Эта земля, говорит, как ни мала, вся твоя».

Гостеприимство своё до конца он довёл бы, однако

Поостерёгся и он Пигмалионовых сил.

Дважды уже обошло созвездия солнце, и третий

Год шёл, как Анне пришлось снова в изгнанье идти:

Брат угрожает войной, а царь, ненавидя сраженья,

«Анна, беги, говорит, здесь ведь тебе не спастись!»

Повиновалась она и вверяется ветру и волнам:

Брат по жестокости ей моря любого страшней.

― Овидий, (Фасты, Книга III, 15 марта, ст. 560-580).

### Неоднозначность
По словам Фрэзера Овидий является единственным автором, свидетельствующим о существовании царя по имени Батт, правившего на Мальте. Однако Дугалл в своих заметках регистрирует обнаружение надписи на гробнице в Мальте, где было высечено имя Батта. 
На самом деле Дугалл упоминает, как в 1761 году подземная гробница была найдена в «Хасам та Биз Хисэ», то есть в Бенгизе, на южной стороне острова Мальта. У гроба была надпись, состоящая из сорока семи букв в четыре строки. Символы были в основном нечитаемыми, однако в последней строке было решено указать «hal byn bat malek», что означало «для сына Бата, короля». Та же самая надпись была записана в Vocabolario Maltese, опубликованном Микиэлем Антоном Вассалли в 1796 году.
Историю, связывающую Анну Перенну с Мальтой, можно найти только у Овидия и у авторов, отсылающих к нему. Другой эпический поэт, Силий Италик, обходит вниманием приезд Анны на Мальту и говорит о том, что она нашла убежище у царя Батта в греческой колонии Кирене, что в Северной Африке. В обоих случаях Анна, как видно, находит прибежище в царстве Батта, причём в обеих версиях король советует Анне бежать из-за Пигмалиона, и в обеих историях Батт представлен как богатый и гостеприимный правитель. Более того, Батт ― это историческое имя первого греческого царя, который основал колонию в Киренаике и известно по крайней мере три других царя с таким же именем. 
Правление царя Батта на Мальте или, по крайней мере, возникновение ранее существовавшего представления о финикийском правителе Мальты является одним из значительных противоречий в мальтийской классической литературе. Связь Батта с Мальтой обычно отвергается, и версия о том, что он правил Киреной, является более-менее общепринятой. Бусуттил (1970) рассматривает параллели с историей Силия Италика как доказательство того, что Овидий поместил Батта на Мальте исключительно в литературных целях.